# The Art of Flight
The Art of Flight è un film documentario del 2011. diretto da Curt Morgan.
Pellicola sullo snowboard sponsorizzata dalla Red Bull.

## Trama
Il documentario mostra le discese degli snowboarder dalle montagne dell'Alaska, Colorado, Cile, Columbia Britannica e Wyoming.

## Distribuzione
Il documentario è uscito nelle sale cinematografiche americane l'8 settembre 2011. Distribuito in Italia il 25 marzo 2013 da The Space Extra.